# Fujio Yamamoto
Fujio Yamamoto (jap. 山本 富士雄, Yamamoto Fujio; * 27. Mai 1966 in der Präfektur Kanagawa) ist ein ehemaliger japanischer Fußballspieler.

## Karriere
Yamamoto erlernte das Fußballspielen in der Schulmannschaft der Odawara High School und der Universitätsmannschaft der Universität Tsukuba. Seinen ersten Vertrag unterschrieb er 1990 bei Mitsubishi Motors. Der Verein spielte in der höchsten Liga des Landes, der Japan Soccer League. Mit Gründung der Profiliga J.League 1992 und der damit verbundenen Neuorganisation des japanischen Fußballs wurde der Mitsubishi Motors zu Urawa Reds. Für den Verein absolvierte er fünf Erstligaspiele. 1993 wechselte er zum Zweitligisten NKK SC. Für den Verein absolvierte er 14 Spiele. 1994 wechselte er zum Erstligisten Bellmare Hiratsuka. 1994 gewann er mit dem Verein den Kaiserpokal. Für den Verein absolvierte er 27 Erstligaspiele. Ende 1996 beendete er seine Karriere als Fußballspieler.

## Erfolge
Bellmare Hiratsuka
- Kaiserpokal

Sieger: 1994